# Hôtel dit Château-Gaillard

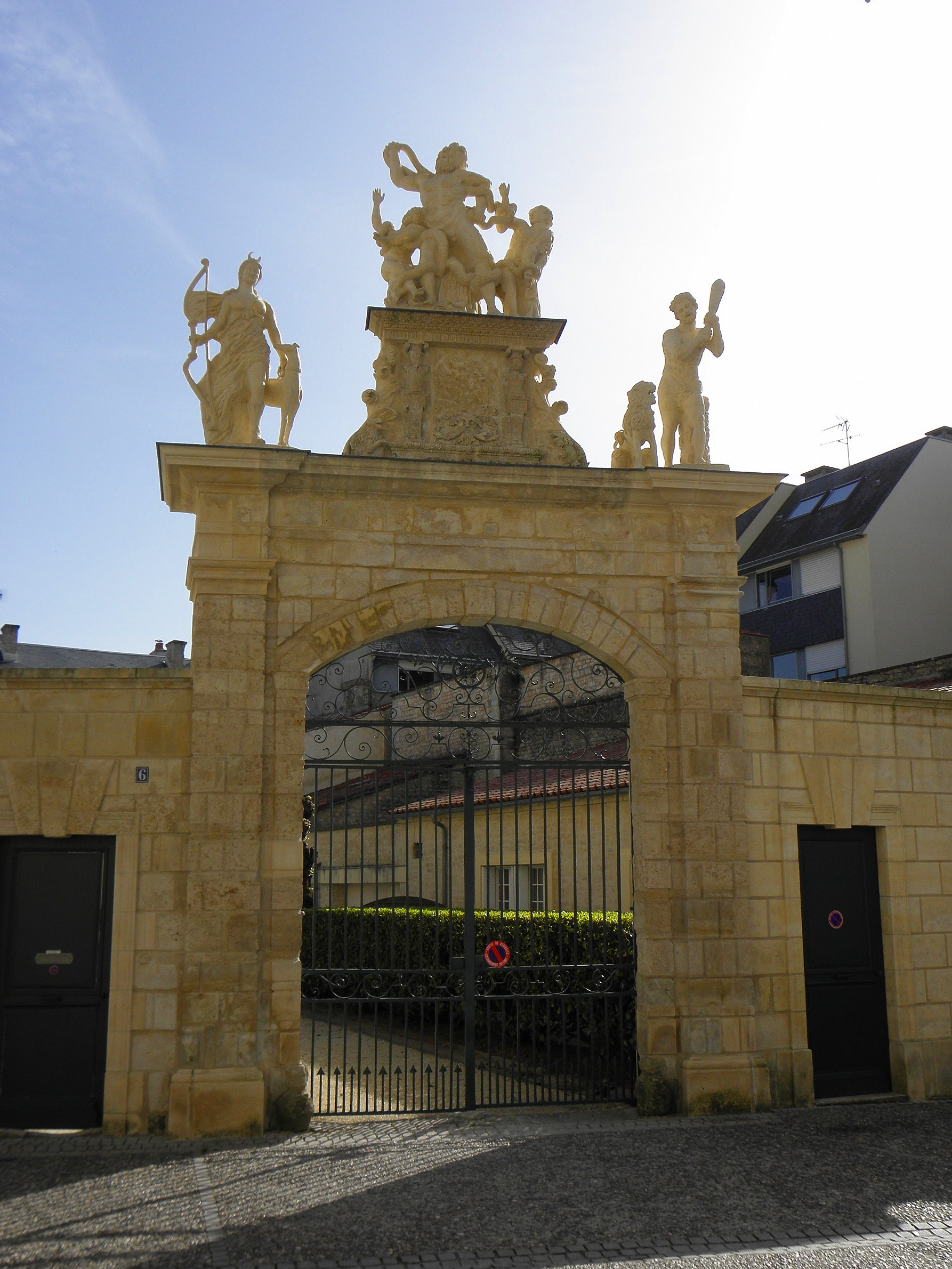
Hôtel dit Château-Gaillard in Fontenay-le-Comte, Portal

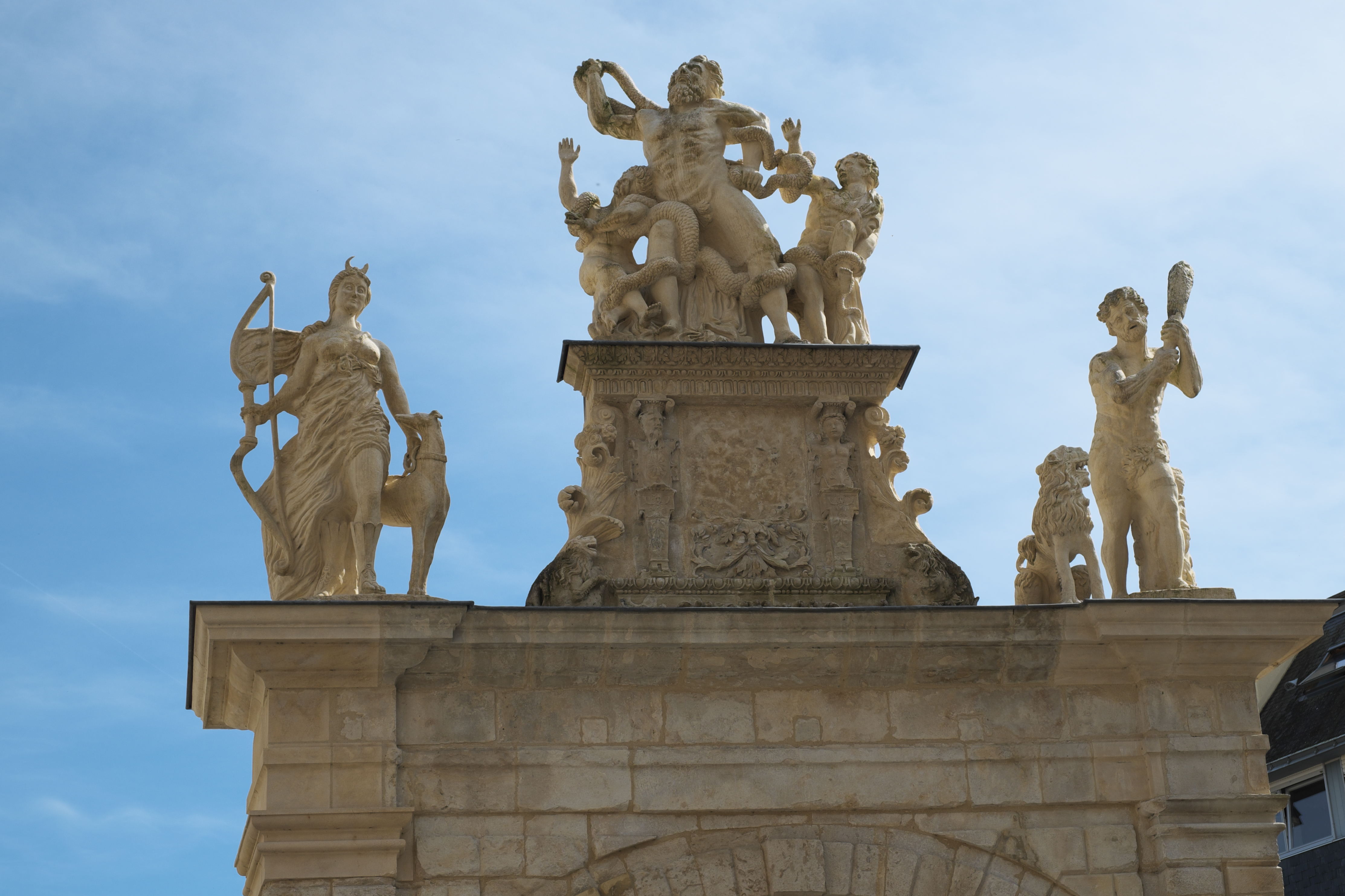
Laokoon-Gruppe (Mitte) als Bekrönung des Portals

Das Hôtel dit Château-Gaillard, auch als Schloss Gaillard bezeichnet, in Fontenay-le-Comte, einer Stadt im Département Vendée in der Region Pays de la Loire, wurde im 16. Jahrhundert errichtet. Das Portal des ehemaligen Hôtel particulier in der Rue du Pont-aux-Chèvres Nr. 2 ist seit 2009 als Monument historique geschützt.
Das Haus, das südöstlich der katholischen Pfarrkirche Notre-Dame-de-l’Assomption steht, wurde im Stil der Renaissance erbaut. Das Portal wird von einer Laokoon-Gruppe, der Jagdgöttin Diana und von Herakles bekrönt.